# Rasdhoo-Atoll
Das Rasdhoo-Atoll (Dhivehi ރަސްދޫ), auch als Ross-Atoll bekannt, ist ein ringförmiges Atoll der Malediven nordöstlich des Ari-Atolls und westlich der Hauptstadt Malé. Die Einwohnerzahl beträgt 1.067 (Stand: Zensus 2014).
Am Rande des Atolls befinden sich die Touristeninseln Kuramathi im Süden und Veligandu im Nordosten, die Einheimischeninsel Rasdhoo im Süd-Osten sowie die zwei kleinen unbewohnten Inseln Madivaru und Madivaru-Finolhu im Osten.
Durch die drei Kanäle: North-Channel, Rasdhoo-Channel sowie Madivaru-Channel ist ein Wasseraustausch zwischen Außenriff und Lagune möglich.
Das Rasdhoo-Atoll wird auch von Maldivian Air Taxi angeflogen und ist somit in 20 Minuten vom Flughafen erreichbar.
Administrativ gehört das Atoll zum Verwaltungsatoll (Verwaltungsgebiet) Alif Alif.